# سيدني واينبرج
سيدني واينبرج (بالإنجليزية: Sidney Weinberg)‏ (و. 1891 – 1969 م) هو مصرفي، واقتصادي أمريكي، ولد في نيويورك، توفي في نيويورك، عن عمر يناهز 78 عاماً.